# コタキナバルウェットランド

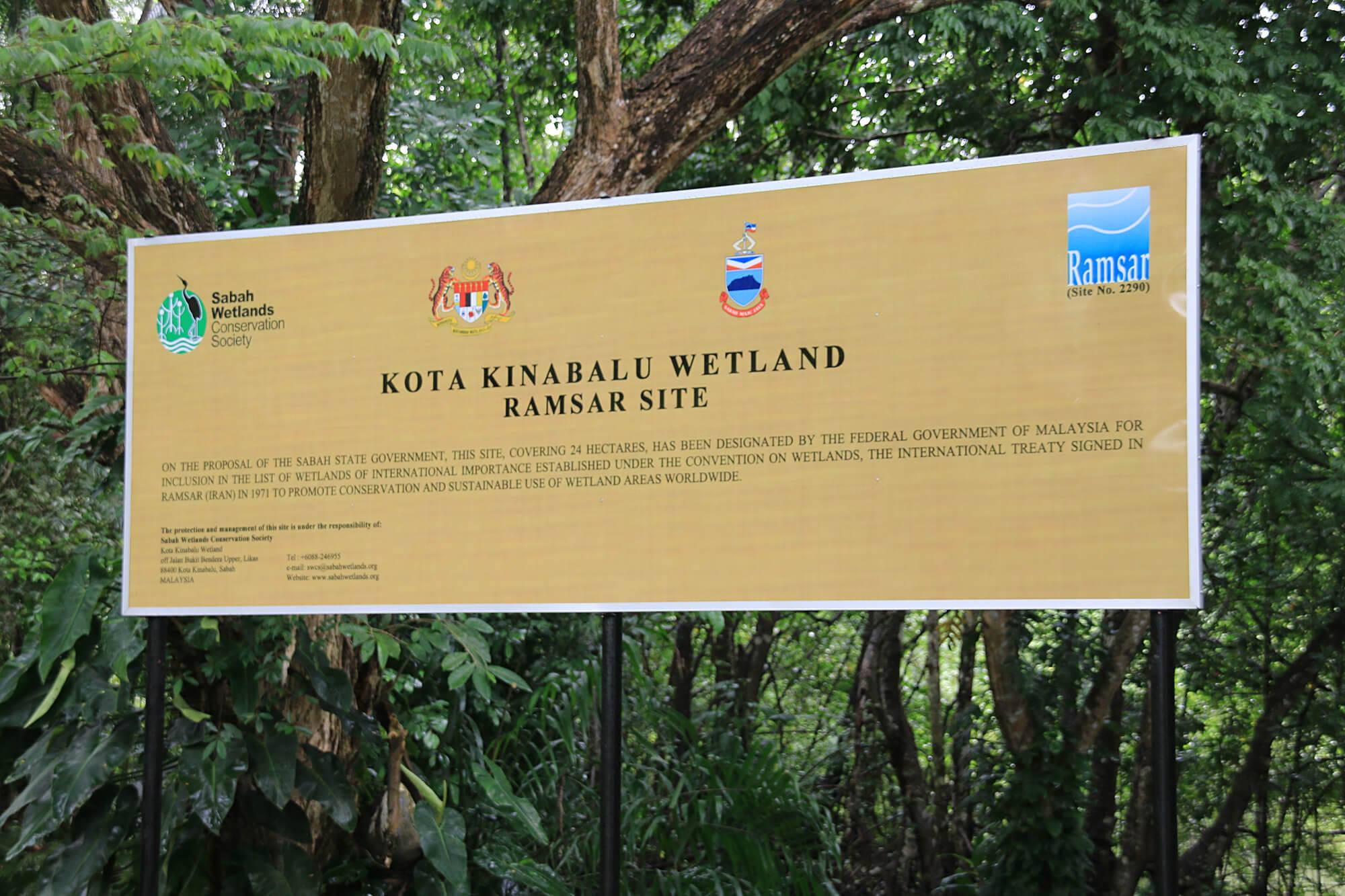
ラムサール条約登録湿地を表す看板

コタキナバルウェットランドは、マレーシアのコタキナバルにある湿地。マングローブ樹林が生い茂る。かつては沿岸地域に広く存在していたが、開発により約24ヘクタールまで縮小している。都市部に存在する湿地は貴重であるため自然保護地域となっており、2016年12月にラムサール条約の登録湿地に認定された。
この湿地はここに住む多くの種類の鳥類や北アジアからの渡り鳥にとって重要な避難場所であり餌場である。また、サバ州の漁業部によって保護された海洋生物の繁殖地でもある。その他多くの野生生物の住処となっている。
湿地内には約1.5 kmのボードウォークがあり、マングローブ樹林の中を野鳥や野生生物を観察しながら歩くことができる。そのほか野鳥を観察できるハイド（野鳥観察舎）やマングローブ樹林を一望できる三層の展望台、展示室などがある。

## 地理
コタキナバルウェットランドはマレーシアのボルネオ島にあるコタキナバルの市街地から約3 km北東に離れたリカス地区にある。湿地面積は約24ヘクタール（東京ドーム約5.5個分）。

## 歴史
コタキナバルウェットランドは、1996年9月に鳥類保護区としてヨン・テック・リー前知事によって選定された。現在はコタキナバルウェットランド（Kota Kinabalu Wetland）が正式名称であるが、これまでコタキナバルシティ・バードサンクチュアリ（Kota Kinabalu City Bird Sanctuary）、コタキナバル・ウェットランドセンター（Kota Kinabalu Wetland Centre）という名称で呼ばれていた。

## 役割と機能
この湿地は、豪雨の際の洪水を抑止し、下流での洪水の可能性を軽減している。洪水抑止の他には、土地の栄養素を循環し、堆積作用を安定させ、有毒物質を取り除く役割も担っている。この湿地は多くの海洋魚類、貝類、エビ、カニが成育し、繁殖する場所を提供している。また、渡り鳥と留鳥の飼育と繁殖の場としても重要である。周囲の環境にとって必要であるだけではなく、環境教育センター、エコツーリズム・アトラクション、都市のレクリエーション、あらゆる年齢層の人の自然鑑賞や自然観察の場所にもなっている。

## 植物
ここでは32種のマングローブが確認されている。15種類の真のマングローブ（true mangrove）と17種類の半マングローブ（semi-mangroveまたはminor-mangrove）である。その他に多様な植物が見られる。

### マングローブ
- ヒルギ科（オヒルギ、ヤエヤマヒルギ、Bruguiera hainesii（英語版）[1]）
- ハマザクロ科（ハマザクロ）ほか

### その他の植物
マングローブの他にナンヨウスギ科、センダン科、マメ科、モクマオウ科、キョウチクトウ科、クスノキ科、ビワモドキ科の樹木やヤシやソテツ科など、ヤブコウジ科、オシロイバナ科、パパイア科、キク科、キジカクシ科、イネ科、カヤツリグサ科、ウコギ科、トウダイグサ科の低木やハーブなどが見られる。

## 野生生物
コタキナバルウェットランドは野鳥、その他多くの野生生物の住処となっている。

### 野鳥
繁殖期ではない冬の渡り鳥を含む世界中の鳥が、特にアジアの鳥の渡りの時期にここではよく確認されている（9月から4月）。
よく確認される渡り鳥
- コサギ
- ササゴイ
- ハジロクロハラアジサシ
- ゴイサギ
- シロハラクイナ
- コアオアシシギ
- バン
- リュウキュウヨシゴイ
- アカアシシギ

稀に確認される渡り鳥
- カラシラサギ
- コハゲコウ
- ハシブトゴイ

年間を通じて確認される留鳥
- ハッカチョウ
- メグロヒヨドリ
- リュウキュウツバメ
- カノコバト
- ナンヨウショウビン
- ムラサキサギ
- アオバト属

### その他の野生生物
他にはカブトガニ、オオトカゲ、シオマネキ、トビハゼ、ツムギアリ、チョウやその他昆虫、クラゲ、ミズヘビ、オキナワアナジャコなどがいる。

## アクティビティ
コタキナバルウェットランドでは環境教育プログラム（Environmental Educational Program, EEP）、環境ボランタリーワーク（Environmental Voluntary Work, EVP）、環境ボランティア受け入れ（Voluntary Guardian Program, VGP）などの活動を国内外の子供や学生、社会人に対して実施している。